# Jerslev Adventkirke
Jerslev Adventkirke er beliggende i Borgergade 34 i Jerslev i Vendsyssel. Den blev bygget i 1963 af K.A. Frederiksen, og er en søsterkirke til bl.a. Holstebro Adventkirke bygget samme år.
Kirken afløste det gamle menighedshus i Algade 4, som også havde huset adventistskolen, der blev flyttet til Jerslev-Østervrå Friskole i Østervrå.
Syvende Dags Adventistkirken kom med John G. Matteson til Vendsyssel sidst i 1870'erne, og landsorganisationen blev stiftet i nabobyen Hellum. I 1889 blev der opsat et telt i Jerslev, som var rammen for en evangelisk kampagne.
Nuværende præst ved kirken er John Pedersen.